# Skravelberget större 11

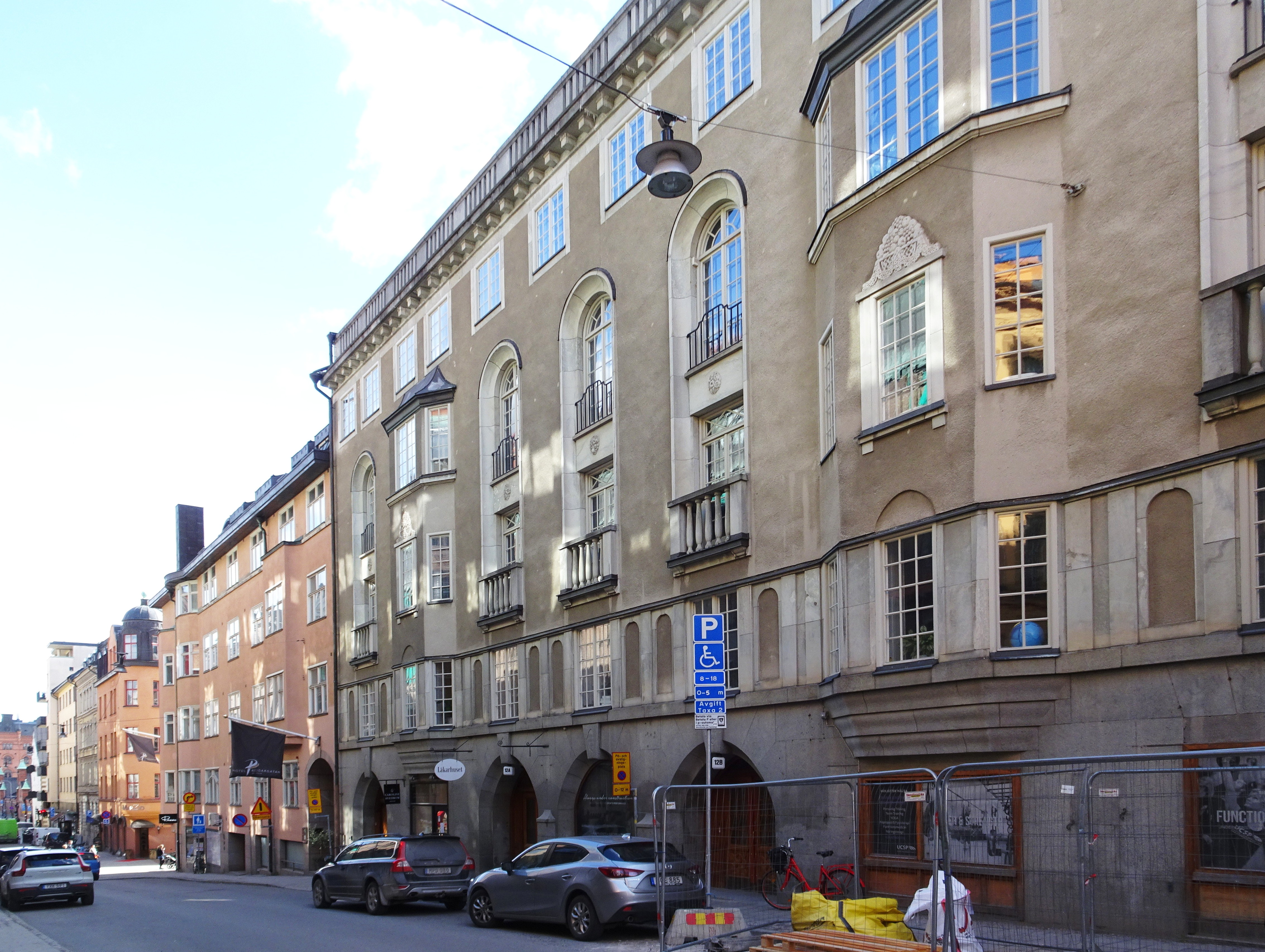
Riddargatan med Skravelberget större 11, april 2021.

Skravelberget större 11 (även kallad Läkarhuset) är ett kulturhistoriskt värdefullt bostadshus i kvarteret Skravelberget större vid Riddargatan 12 på Östermalm i Stockholm. Byggnaden stod färdig år 1914 och är grönmärkt av Stadsmuseet i Stockholm vilket innebär att den bedöms vara "särskilt värdefull från historisk, kulturhistorisk, miljömässig eller konstnärlig synpunkt".

## Kvarteret
Kvarteret Skravelberget större redovisas med ungefär samma läge på Petrus Tillaeus karta från 1733. Kvarteret har sin pendang i kvarteret Skravelberget mindre som ligger sydväst om Skravelberget större i stadsdelen Norrmalm. Namnet härrör från ett ”skrovligt” berg vid namn Skravelberget som låg ungefär där kvarteret Riddaren utbreder sig. Sin nuvarande form fick Skravelberget större i samband med att Birger Jarlsgatan drogs fram här på 1880-talet varvid Grev Turegatans södra del försvann tillsammans med den äldre bebyggelsen. Ursprungligen delades kvarteret i 11 tomter och efter nydaningen kring sekelskiftet 1900 i sju fastigheter. Idag (2021) består Skravelberget större av sex fastigheter: 1, 11, 14, 19, 20 och 22.

## Originalritningar från 1912

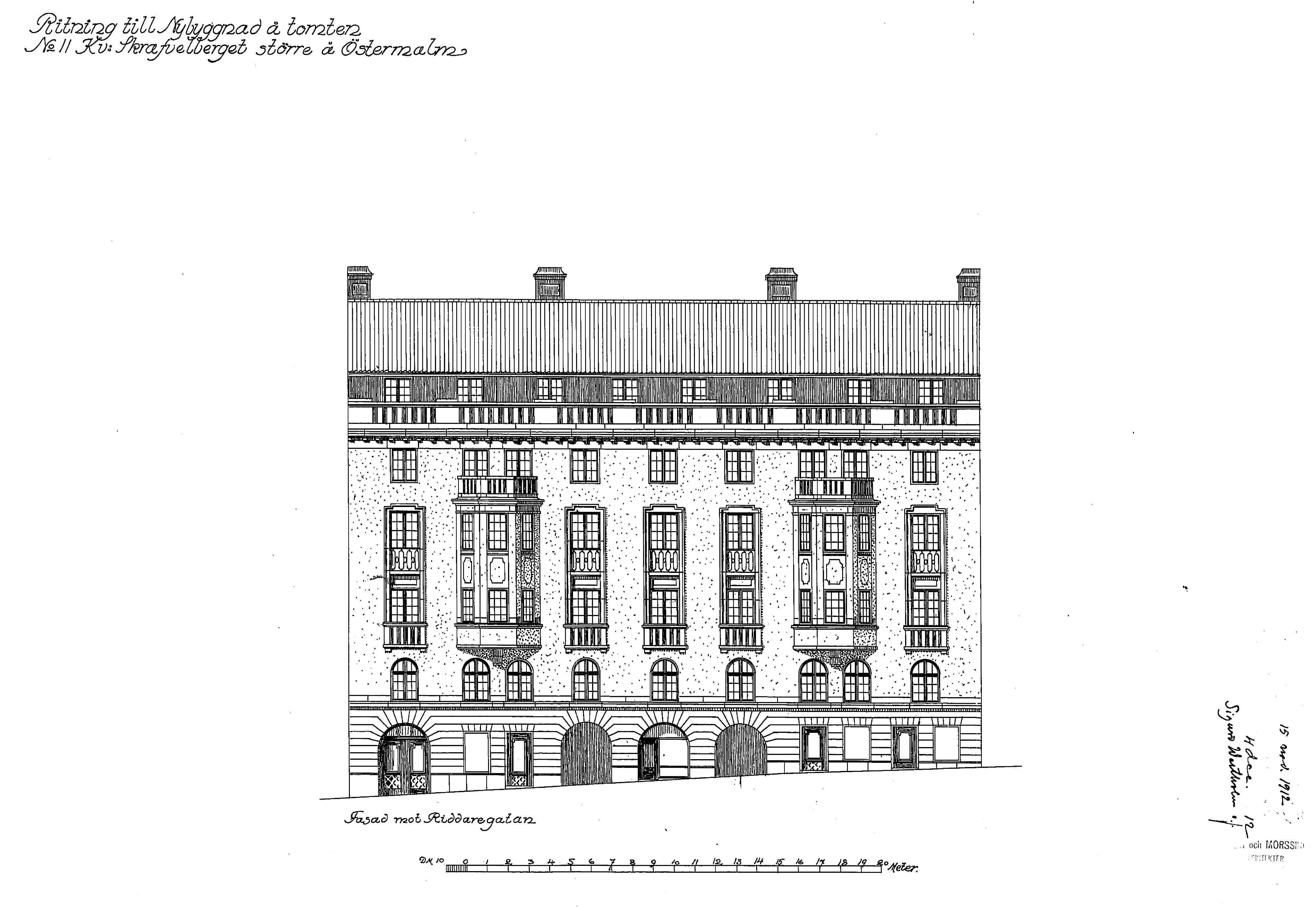
Fasad mot Riddargatan.
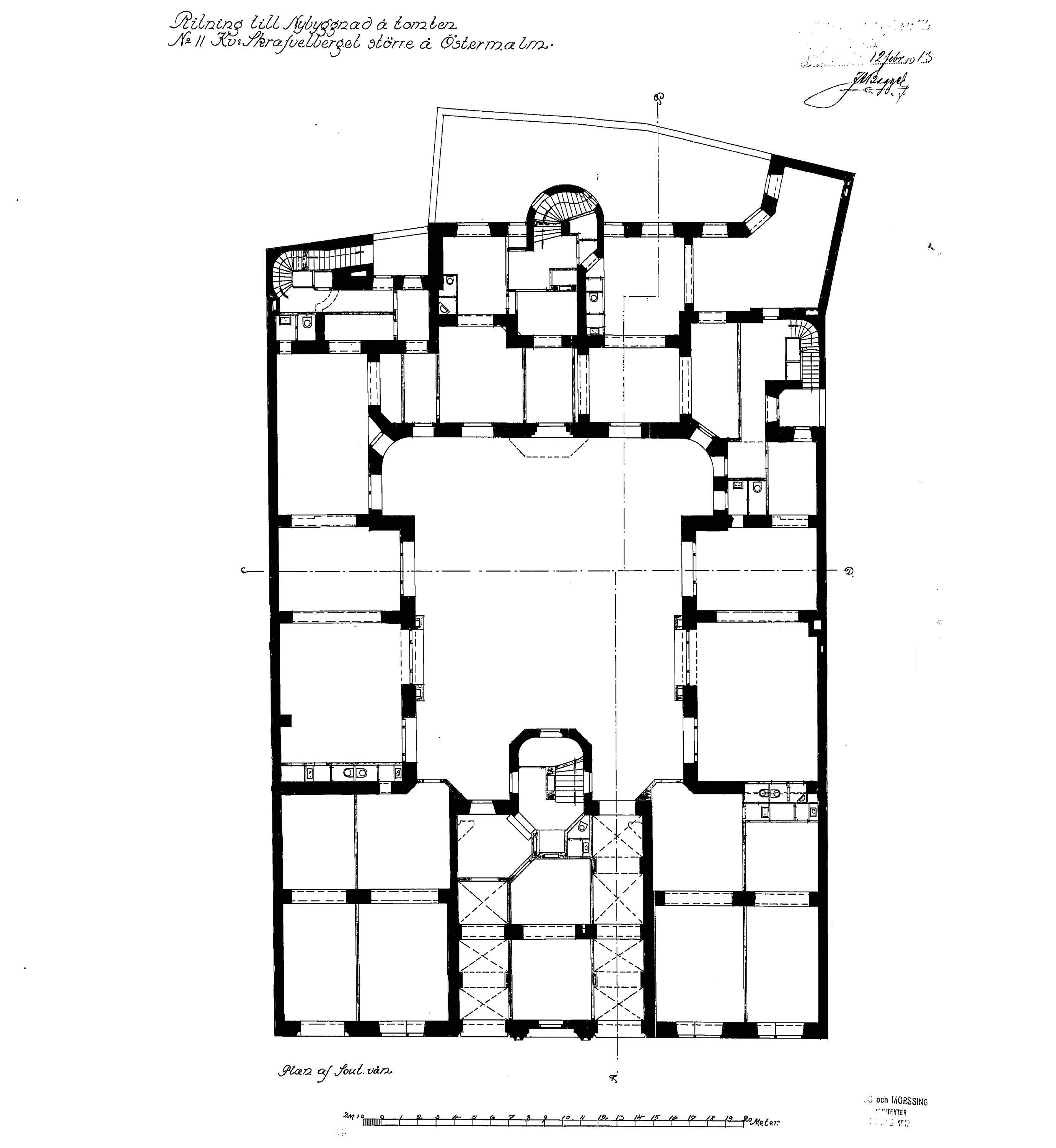
Entréplanet.
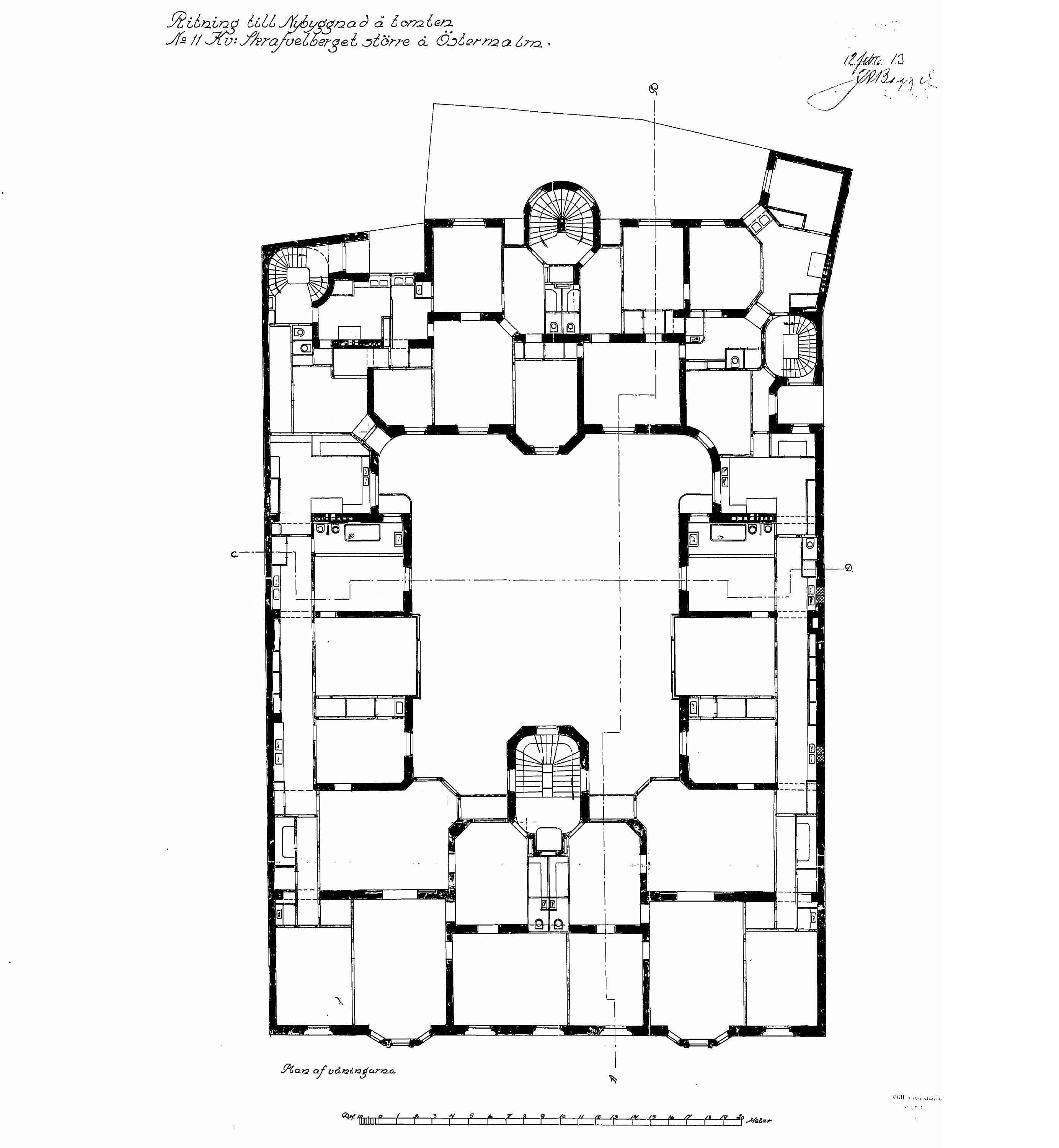
Våningsplanerna.
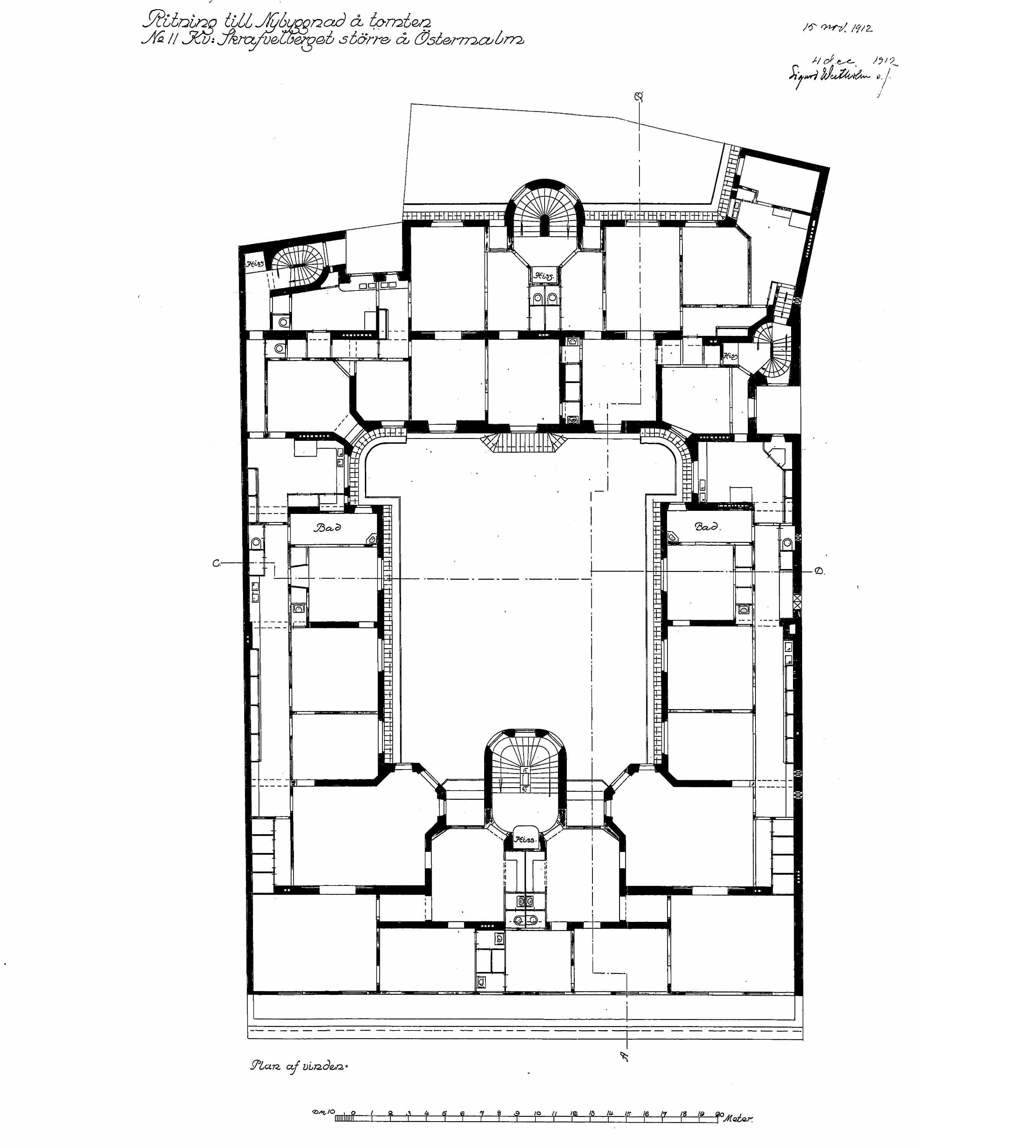
Vindsvåning
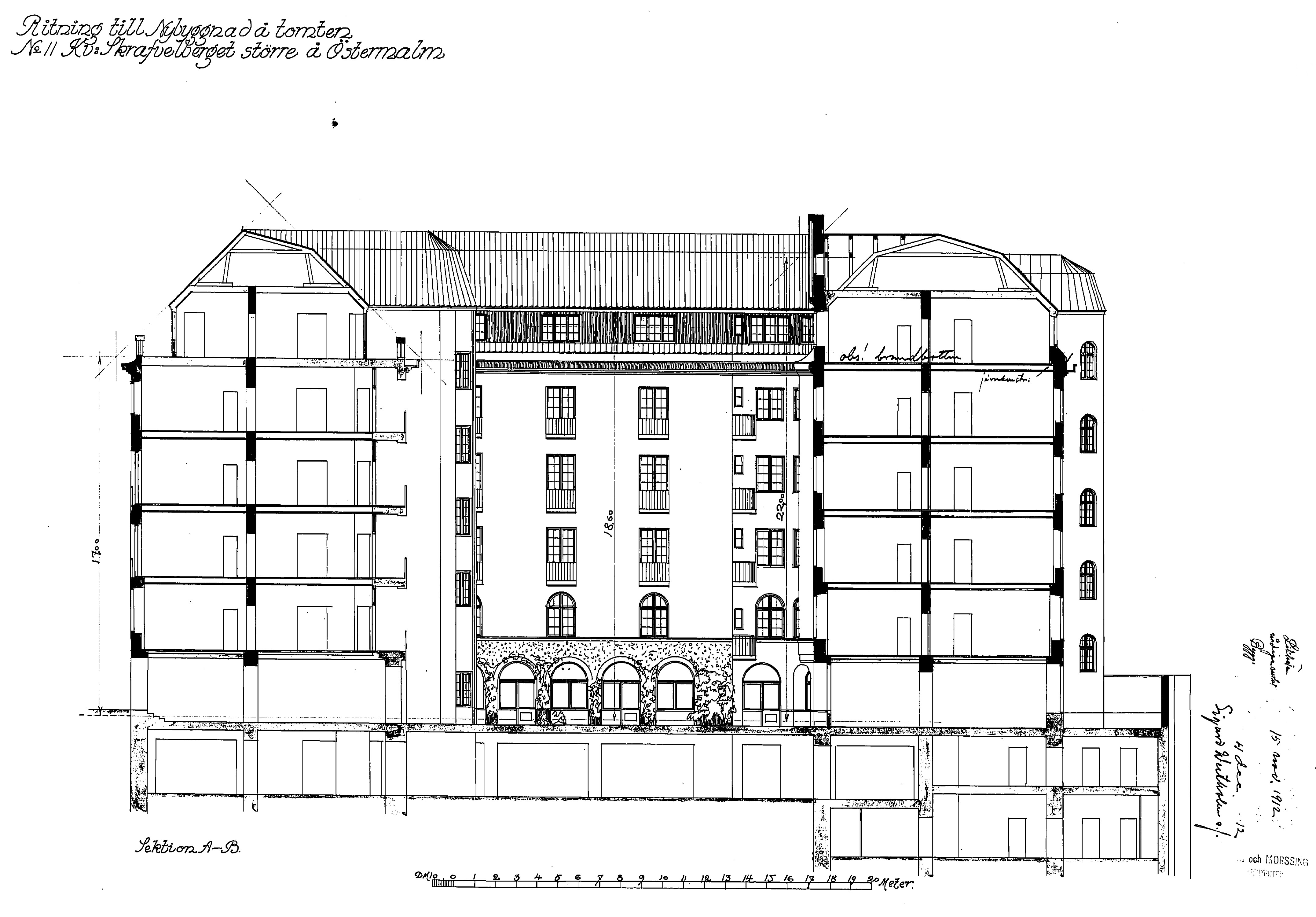
Sektion.

## Byggnadsbeskrivning
Fastigheten Skravelberget större 11 uppfördes mellan 1912 och 1914 på uppdrag av byggnadsingenjören Johan Adolf Lundegren vilken stod som byggherre för flera fastigheter i samma kvarter. Han byggde på spekulation och sålde fastigheten direkt efter färdigställande till en grosshandlare C.M. Ericsson. Lundegren anlitade arkitektkontoret Höög & Morssing att gestalta huset. Byggmästare och konstruktör var AB Skånska cementgjuteriet. Höög och Morssing ritade ett bostadshus i fem våningar med inredd vind och butikslokaler i bottenvåningen. 
Fasaden mot Riddargatan accentueras av bland annat två burspråk, höga välvda fönster med franska balkonger samt en takbalustrad. Fasaden i höjd med bottenvåningen kläddes med släthuggen granit likaså fönsternischerna. För övrigt är fasaderna slätputsade och smyckade med kartuscher av skulpterade frukter och blommor. Fönstren är genomgående småspröjsade. Stilen är sen jugend blandad med nationalromantiska element som var typiska för byggnader uppförda i Stockholm på 1910-talet. Fasaderna mot gården gestaltades enklare med putsade ytor utan särskilda utsmyckningar.
Planerna är sträng symmetrisk uppbyggda längs en mittaxel med lägenheter som grupperar sig till höger och vänster kring en innergård. Mot gatan anordnades två stora bostäder och mot gården flera mindre. Till huvudtrapphuset och innergården leder två portgångar med kryssvälvda tak. Vid Stadsmuseets byggnadsinventering 1973 var de flesta lägenheter kontoriserade eller ombyggda till läkarmottagningar. År 2020 fanns flera läkarmottagningar i byggnaden som även kallas ”Läkarhuset”.

### Bilder

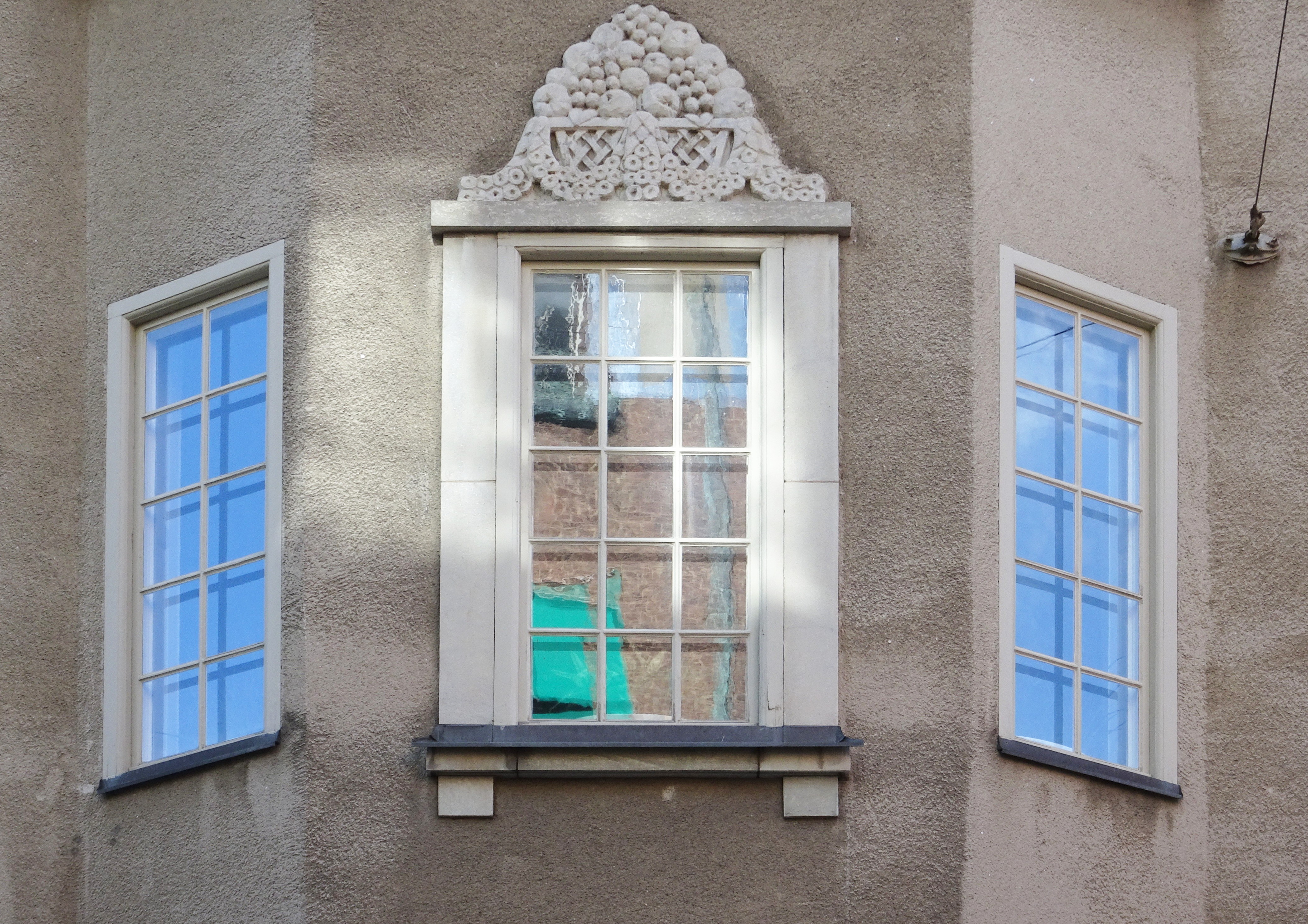
Del av burspråk.
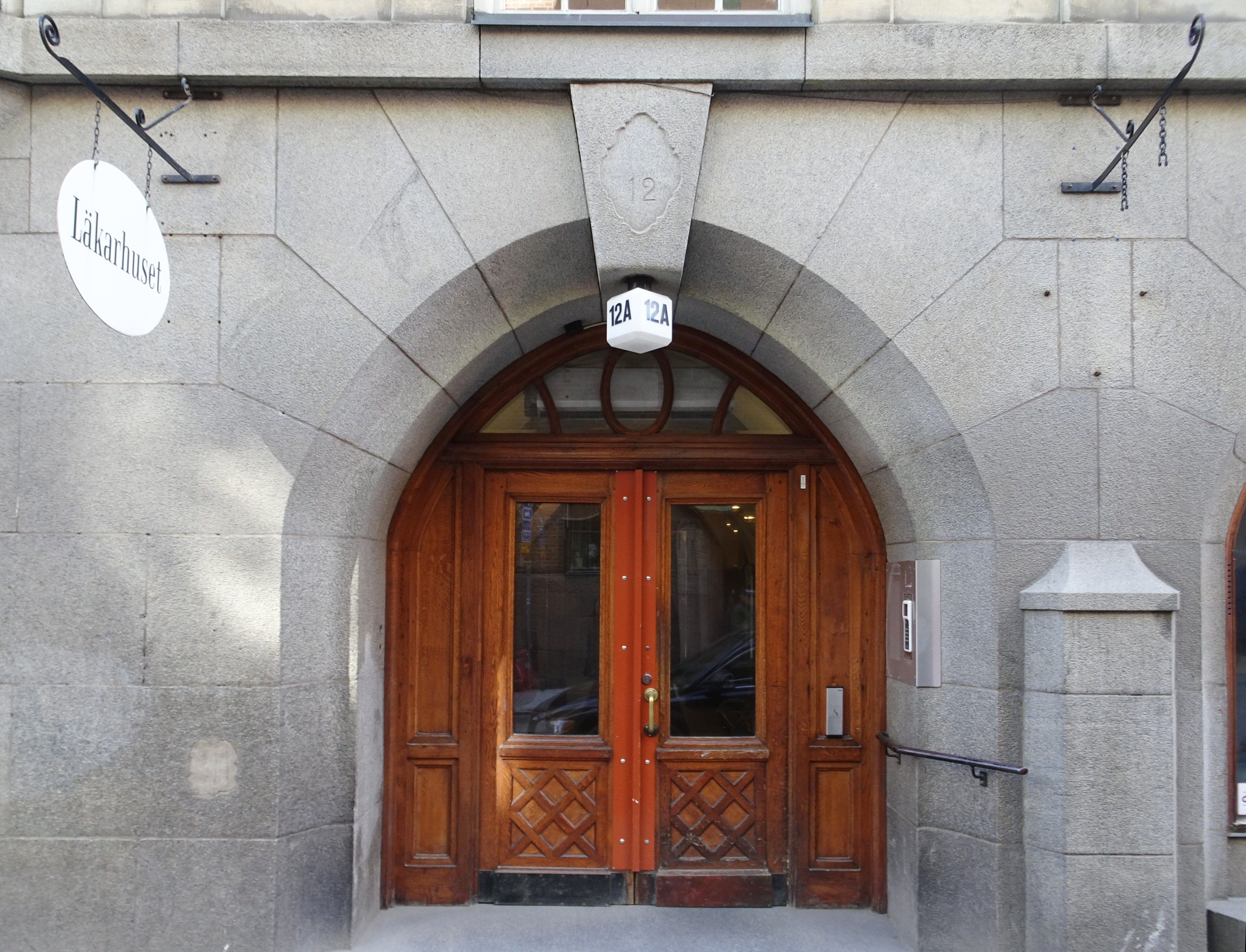
Huvudentréns portal.
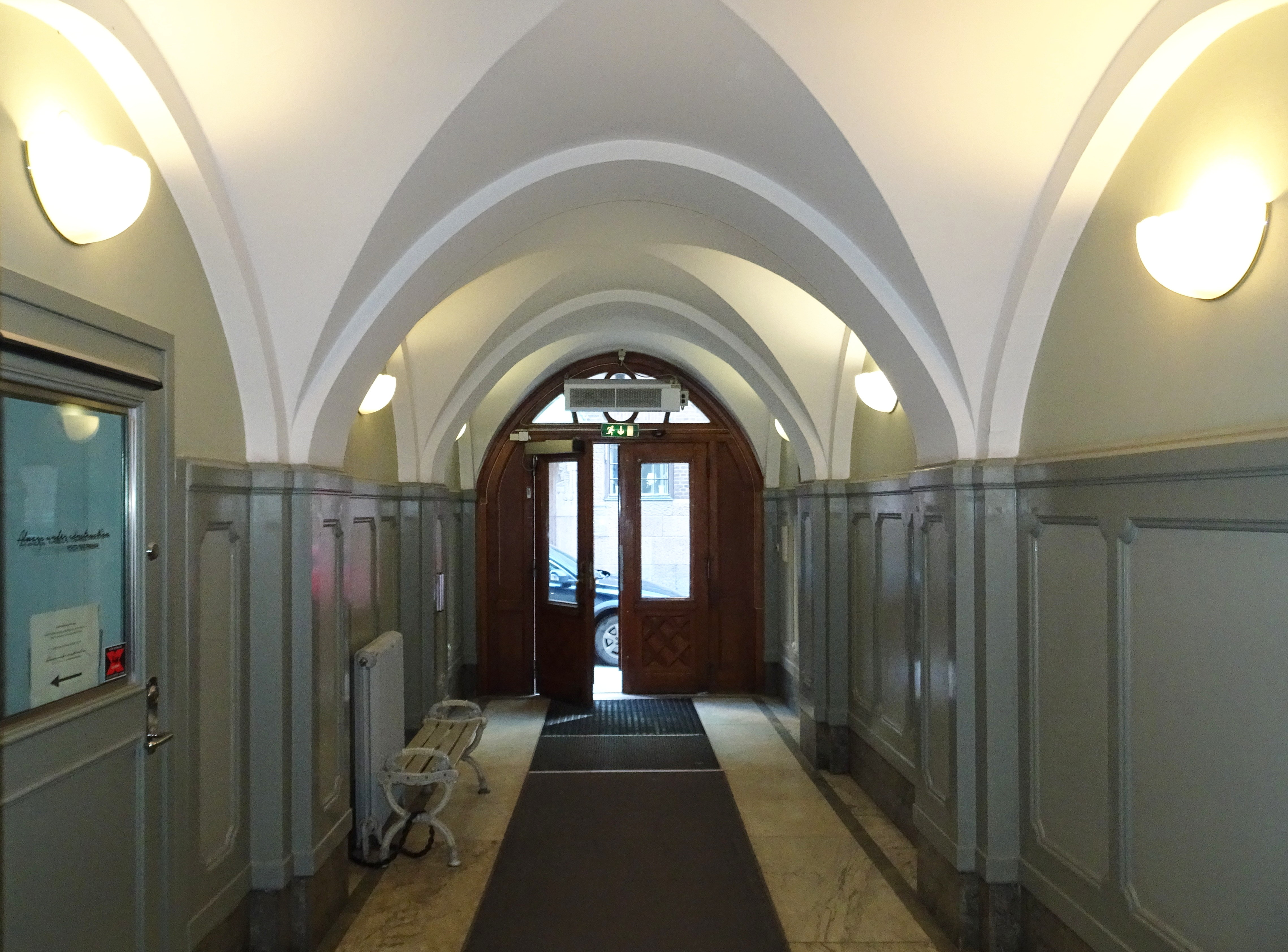
Entréhallen.
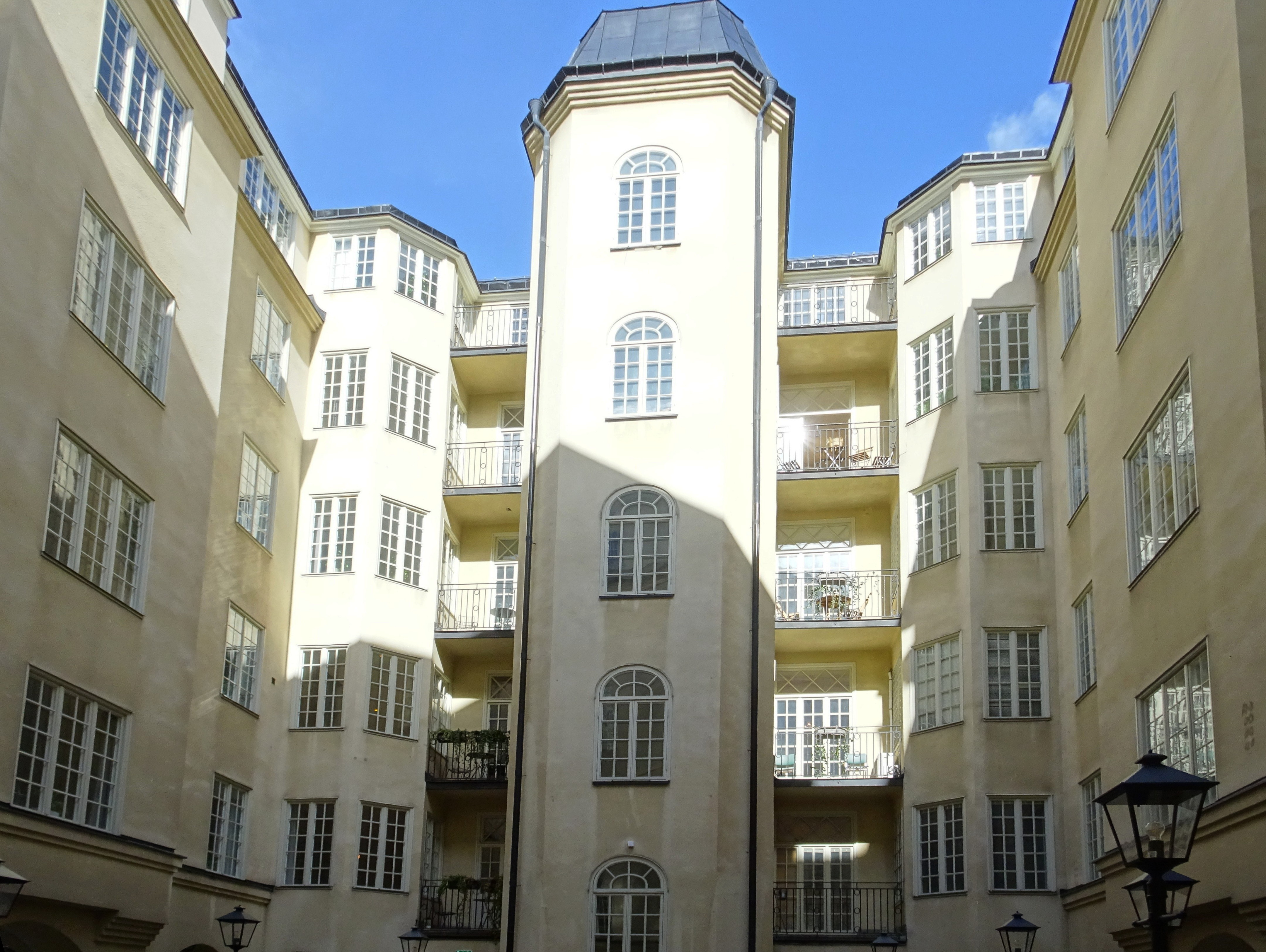
Bakgården med huvudtrapphuset.